# کرتی سورش
کرتی سورش (به انگلیسی: Keerthy Suresh) (زاده ۱۷ اکتبر ۱۹۹۲) بازیگر هندی است.

## گزیده فیلم‌شناسی
از فیلم‌هایی که وی در آن نقش داشته‌است می‌توان به بایراوا، سرکار، بازیگر بزرگ، خدای عشق ۲، حراج دولتی، من محلی هستم، پنگوئن، رمو، ازدحام جمعیت، محدودیت پادشاه، بهولا شانکار و مامانان اشاره کرد.